# Estadio Josy Barthel
El Estadio Josy Barthel (en luxemburgués y francés: Stade Josy-Barthel; en alemán: Josy-Barthel-Stadion) fue el estadio nacional de Luxemburgo, y sede de la Selección de fútbol de Luxemburgo antes de la inauguración del Estadio de Luxemburgo. Situado en la Route d'Arlon, en la ciudad de Luxemburgo, el recinto deportivo también albergaba la práctica del rugby y el atletismo. Actualmente está prevista su demolición.
Originalmente llamado Stade Municipale (Estadio Municipal) después de su construcción en 1928-1931, fue reconstruido en su totalidad en 1990. Desde julio de 1993, lleva el nombre de Josy Barthel, medallista de oro de los 1500 metros en los Juegos Olímpicos de 1952. Se trata del único ganador de una medalla de oro olímpica para Luxemburgo. El estadio fue también el hogar del desaparecido Spora Luxemburg.